# Cleisostoma williamsonii
Cleisostoma williamsonii är en orkidéart som först beskrevs av Heinrich Gustav Reichenbach, och fick sitt nu gällande namn av Leslie Andrew Garay. Cleisostoma williamsonii ingår i släktet Cleisostoma, och familjen orkidéer. Inga underarter finns listade i Catalogue of Life.